# Sobreda (España)
Sobreda (llamada oficialmente San Xoán de Sobreda) es una parroquia y una aldea española del municipio de Saviñao, en la provincia de Lugo, Galicia.

## Límites
Limita con las parroquias de Castro de Rey al norte, Broza al este y sur, Iglesiafeita al suroeste, y Villacaíz al oeste.

## Organización territorial
La parroquia está formada por once entidades de población, constando diez de ellas en el nomenclátor del Instituto Nacional de Estadística español:
- A Agra
- A Orxaínza
- A Pena
- Armada
- Augalevada
- Estrumil
- Lamapodre
- O Castro
- O Pimento
- Sobreda

### Despoblado
Despoblado que forma parte de la parroquia:
- Monterredondo

## Demografía

### Parroquia
| Gráfica de evolución demográfica de Sobreda (parroquia) entre 2000 y 2021 |
|                                                                           |
| Datos según el nomenclátor publicado por el INE.                          |

### Aldea
| Gráfica de evolución demográfica de Sobreda (aldea) entre 2000 y 2021 |
|                                                                       |
| Datos según el nomenclátor publicado por el INE.                      |